# USS Yorktown (CV-5)
USS Yorktown (CV-5) là một tàu sân bay của Hải quân Hoa Kỳ. Tên nó được dùng để đặt cho Lớp tàu sân bay Yorktown, và là một trong những tàu sân bay chủ lực của Hải quân Mỹ trong giai đoạn đầu của Thế Chiến II tại Mặt trận Thái Bình Dương. Sau các hoạt động ban đầu trong chiến tranh, bao gồm Trận chiến biển Coral, nó cùng với tàu khu trục USS Hammann bị tàu ngầm Nhật I-168 đánh chìm ngày vào 7 tháng 6 năm 1942 trong khuôn khổ trận Midway.

## Thiết kế và chế tạo
Yorktown được đặt lườn vào ngày 21 tháng 5 năm 1934 tại xưởng đóng tàu của hãng Northrop Grumman ở Newport News, Virginia; được hạ thủy vào ngày 4 tháng 4 năm 1936; được đỡ đầu bởi bà Eleanor Roosevelt, phu nhân Tổng thống đương nhiệm; và nhập biên chế tại căn cứ hải quân Norfolk, Virginia vào ngày 30 tháng 9 năm 1937 dưới quyền chỉ huy của hạm trưởng, Đại tá Hải quân Ernest D. McWhorter.

## Lịch sử hoạt động

### Các vai trò ban đầu
Sau khi hoàn tất việc trang bị, chiếc tàu sân bay tiến hành huấn luyện tại Hampton Roads, Virginia và tại Khu vực Thực hành phía Nam ngoài khơi Virginia cho đến tháng 1 năm 1938, huấn luyện chuẩn nhận hoạt động tàu sân bay cho các phi đội vừa mới được bố trí.
Yorktown khởi hành hướng về biển Caribbe vào ngày 8 tháng 1 năm 1938 và đến Culebra, Puerto Rico, vào ngày 13 tháng 1. Trong tháng tiếp theo, chiếc tàu sân bay tiến hành chạy thử ngang qua Charlotte Amalie, Saint Thomas, quần đảo Virgin; Gonaïves, Haiti; vịnh Guantánamo, Cuba, và Cristóbal thuộc khu vực kênh đào Panama. Rời vịnh Colon, Cristobal ngày 1 tháng 3, Yorktown hướng về Hampton Roads, đến nơi ngày 6 tháng 3, và chuyển về xưởng hải quân Norfolk ngày hôm sau để được hiệu chỉnh sau chạy thử.
Sau khi được sửa chữa suốt đầu mùa Thu năm 1938, Yorktown được chuyển đến Norfolk vào ngày 17 tháng 10, và không lâu sau hướng đến các khu vực thực hành để tiến hành huấn luyện.
Cho đến năm 1939 Yorktown hoạt động ngoài khơi bờ biển phía Tây, trải dài từ vịnh Chesapeake đến vịnh Guantanamo. Là kỳ hạm của Đội tàu sân bay 2, nó tham gia cuộc tập trận giả đầu tiên của nó - Vấn đề Hạm đội XX – cùng với chiếc tàu sân bay chị em Enterprise (CV-6) vào tháng 2 năm 1939. Kịch bản của cuộc tập trận yêu cầu hạm đội kiểm soát các tuyến đường hàng hải trong vùng biển Caribbe chống lại sự xâm lấn của một thế lực từ Châu Âu trong khi vẫn duy trì sức mạnh hải quân cần thiết để bảo vệ các quyền lợi sống còn của Mỹ ở Thái Bình Dương. Cuộc cơ động được chứng kiến một phần bởi Tổng thống Franklin Delano Roosevelt có mặt trên chiếc tàu tuần dương hạng nặng Houston (CA-30).
Việc đánh giá các hoạt động cho thấy hoạt động của các tàu sân bay – một phần của kịch bản cho các cuộc tập trận hằng năm kể từ khi đưa chiếc tàu sân bay Langley (CV-1) tham gia các cuộc tập trận giả vào năm 1925 – đạt đến một đỉnh cao hiệu quả mới. Cho dù những chiếc Yorktown và Enterprise, những "lính mới" của hạm đội, còn kém kinh nghiệm, cả hai chiếc tàu sân bay đã góp phần đáng kể vào thành công của cuộc tập trận. Các nhà kế hoạch đã nghiên cứu việc sử dụng các tàu sân bay và các phi đội phối thuộc vào các nhiệm vụ hộ tống tàu vận tải, phòng thủ chống tàu ngầm và nhiều biện pháp khác nhau tấn công các hạm tàu nổi và các căn cứ trên bờ. Tóm lại, họ đã làm việc để phát triển chiến thuật sẽ được sử dụng một khi chiến tranh thực sự diễn ra.

### Hạm đội Thái Bình Dương
Sau cuộc tập trận Vấn đề Hạm đội XX, Yorktown quay lại Hampton Roads một thời gian ngắn trước khi khởi hành hướng sang Thái Bình Dương vào ngày 20 tháng 4 năm 1939. Đi ngang kênh đào Panama một tuần sau đó, Yorktown tham gia các hoạt động thường xuyên cùng Hạm đội Thái Bình Dương. Hoạt động ngoài khơi San Diego, California cho đến năm 1940, chiếc tàu sân bay tham gia cuộc tập trận Vấn đề Hạm đội XXI vào tháng 4 năm đó. Yorktown là một trong sáu tàu chiến đầu tiên được trang bị loại radar RCA CXAM trong năm 1940.
Vấn đề Hạm đội XXI, một cuộc tập trận chia làm hai phần, bao gồm một số hoạt động tiêu biểu cho một cuộc chiến tranh trong tương lai tại Thái Bình Dương. Phần thứ nhất của cuộc tập trận dành cho việc huấn luyện lập kế hoạch và ước lượng; việc che chắn bảo vệ và trinh sát; việc phối hợp cùng các đơn vị chiến đấu; và trong việc sử dụng hạm đội và bố trí chuẩn. Phần thứ hai bao gồm việc huấn luyện bảo vệ đoàn tàu vận tải, việc chiếm giữ các căn cứ tiền phương, và cuối cùng là trận giao chiến quyết định giữa hai hạm đội đối địch. Là cuộc tập trận cuối cùng thuộc loại này trước chiến tranh, Vấn đề Hạm đội XXI cũng bao gồm hai cuộc thực hành (tương đối nhỏ vào thời đó) nơi mà các hoạt động không lực đóng một vai trò then chốt. Bài tập Hạm đội liên hợp Không lực 114A đã đoán trước được nhu cầu cần phối hợp các kế hoạch phòng thủ của Lục quân và Hải quân để bảo vệ quần đảo Hawaii; và Bài tập Hạm đội 114 chứng minh rằng có thể sử dụng những chiếc máy bay để theo dõi từ độ cao các lực lượng trên mặt biển, một vai trò đáng kể dành cho máy bay sẽ được vận dụng tối đa trong cuộc chiến tranh sắp tới.
Do Hạm đội Thái Bình Dương được giữ lại tại vùng biển Hawaii sau khi kết thúc cuộc tập trận Vấn đề Hạm đội XXI, Yorktown hoạt động trên vùng biển Thái Bình Dương ngoài khơi bờ tây nước Mỹ và tại vùng biển Hawaii cho đến mùa Xuân năm sau, khi lực lượng tàu ngầm U-boat của Đức thành công trong việc săn đuổi các tàu bè Anh Quốc tại Đại Tây Dương đòi hỏi phải dịch chuyển một phần lực lượng hải quân Hoa Kỳ. Do đó, để củng cố Hạm đội Đại Tây Dương Hoa Kỳ, Hải quân đã chuyển một lực lượng đáng kể từ Thái Bình Dương bao gồm chiếc Yorktown, Hải đội Thiết giáp hạm 3 (gồm những thiết giáp hạm thuộc lớp New Mexico), ba tàu tuần dương hạng nhẹ, và 12 tàu khu trục phối thuộc.

### Tuần tra Trung lập
Yorktown rời Trân Châu Cảng ngày 20 tháng 4 năm 1941 cùng với các tàu khu trục Warrington (DD-383), Somers (DD-381) và Jouett (DD-396); hướng về phía Đông Nam, đi qua kênh đào Panama trong đêm 6 – 7 tháng 5, và đi đến Bermuda vào ngày 12 tháng 5. Từ lúc đó cho đến khi Hoa Kỳ tham gia chiến tranh, Yorktown thực hiện bốn chuyến tuần tra tại Đại Tây Dương, kéo dài từ Newfoundland đến Bermuda, dài tổng cộng 28.392 km (17.642 dặm) để thực thi vai trò trung lập của Hoa Kỳ.
Cho dù Adolf Hitler đã ngăn cấm các tàu ngầm của mình tấn công tàu bè Hoa Kỳ, những người chỉ huy trên các tàu chiến Mỹ đã không biết được chính sách này và đã hoạt động như thể đang trong thời chiến tại Đại Tây Dương.
Ngày 28 tháng 10, trong khi Yorktown, thiết giáp hạm New Mexico (BB-40) và các tàu chiến Hoa Kỳ khác đang bảo vệ một đoàn tàu vận tải, một tàu khu trục đã bắt được tín hiệu sonar của một tàu ngầm và đã thả mìn sâu để tấn công, trong khi bản thân đoàn tàu vận tải phải chuyển hướng khẩn cấp về mạn phải, lần đầu tiên trong số ba lần thay đổi hành trình khẩn cấp trong chuyến đi. Chiều hôm đó, việc sửa chữa động cơ trên một trong những chiếc tàu vận tải trong đoàn, chiếc Empire Pintail, đã làm giảm tốc độ của đoàn tàu xuống chỉ còn 11 knot (20 km/h).
Trong đêm, các tàu chiến Mỹ bắt được tín hiệu radio Đức khá mạnh, chứng tỏ có sự hoạt động của tàu ngầm ở khu vực lân cận. Chuẩn Đô đốc H. Kent Hewitt, chỉ huy lực lượng hộ tống, đã gửi một tàu khu trục đi càn quét phía sau đoàn tàu vận tải để tiêu diệt chiếc U-boat hay ít nhất cũng xua đuổi được nó.
Ngày hôm sau, trong khi những chiếc máy bay trinh sát thực hiện tuần tra bên trên, Yorktown và tàu tuần dương hạng nhẹ Savannah (CL-42) tiến hành tiếp nhiên liệu cho các tàu khu trục theo hộ tống, và công việc chỉ kết thúc khi trời sụp tối. Vào ngày 30 tháng 10, Yorktown chuẩn bị tiếp nhiên liệu cho ba tàu khu trục khi những tàu hộ tống khác lại bắt được tín hiệu sonar. Đoàn tàu vận tải sau đó phải thực hiện các cú chuyển hướng khẩn cấp trong khi các tàu khu trục Morris (DD-417) và Anderson (DD-411) thả các mìn sâu, còn chiếc Hughes (DD-410) hỗ trợ việc truy tìm đối phương. Anderson sau đó còn thực hiện hai đợt tấn công bằng mìn sâu, ghi nhận "có các lượng dầu loang đáng kể nhưng không thấy xác tàu."
Từng ngày trôi qua và khả năng chiến tranh ngày càng trở nên hiện thực. Tại một nơi khác cũng trong ngày 30 tháng 10, hơn một tháng trước khi máy bay Nhật Bản tấn công Trân Châu Cảng, tàu ngầm U-562 đã phóng ngư lôi đánh chìm tàu khu trục Reuben James (DD-245) và gây thiệt hại nhân lực nặng nề – là tổn thất tàu chiến Mỹ đầu tiên trong Thế Chiến II.
Sau một chuyến Tuần tra Trung lập khác vào tháng 11, Yorktown trở về Norfolk vào ngày 2 tháng 12 và nó ở đấy khi năm ngày sau khi Mỹ bị lôi kéo vào Thế Chiến II.

### Thế Chiến II

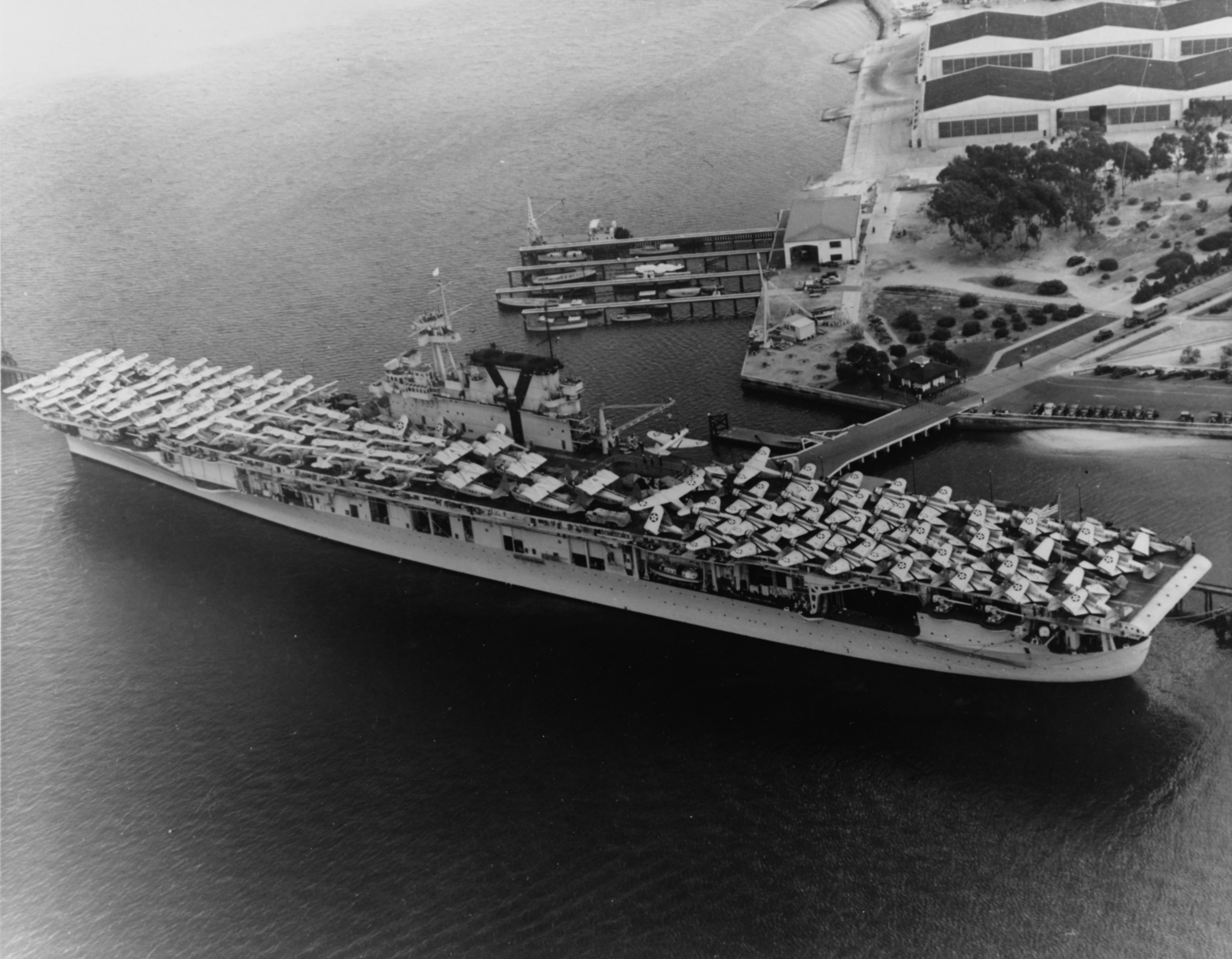
Yorktown đang chuẩn bị làm nhiệm vụ, tháng 6 năm 1940.

Những tin tức ban đầu từ Thái Bình Dương thật ảm đạm, Hạm đội Thái Bình Dương phải chịu tổn thất đáng kể. Vì những chiếc thiết giáp hạm bị phá hỏng, tầm quan trọng của những chiếc tàu sân bay Hoa Kỳ không bị hư hỏng trở nên lớn lao. Tính đến ngày 7 tháng 12, chỉ có ba chiếc trên vùng biển Thái Bình Dương: Enterprise (CV-6), Lexington (CV-2) và Saratoga (CV-3). Trong khi những chiếc Ranger (CV-4), Wasp (CV-7) cùng chiếc Hornet (CV-8) vừa mới đưa vào hoạt động được giữ lại tại chiến trường Đại tây Dương, Yorktown được điều động rời khỏi Norfolk ngày 16 tháng 12 năm 1941 để tăng cường cho mặt trận Thái Bình Dương. Hàng hỏa lực pháo hạng hai của nó được bổ sung các khẩu pháo phòng không Oerlikon 20 mm. Nó đến San Diego vào ngày 30 tháng 12 năm 1941, và không lâu sau trở thành soái hạm của Chuẩn Đô đốc Frank Jack Fletcher, tư lệnh Lực lượng Đặc nhiệm 17 vừa mới được thành lập.
Nhiệm vụ đầu tiên của chiếc tàu sân bay trên chiến trường này là hộ tống một đoàn tàu vận tải chuyên chở các lực lượng Thủy quân Lục chiến đến tăng cường cho đảo Samoa. Rời San Diego ngày 6 tháng 1 năm 1942, Yorktown cùng các tàu phối thuộc bảo vệ cho cuộc chuyển quân của Thủy quân Lục chiến đến Tutuila và Pago Pago bổ sung cho các lực lượng đang đồn trú tại đây.
Sau khi bảo vệ an toàn cuộc chuyển quân, Yorktown phối hợp cùng tàu sân bay chị em Enterprise rời khỏi vùng biển Samoa ngày 25 tháng 1. Sáu ngày sau, Lực lượng Đặc nhiệm 8 (xây dựng chung quanh chiếc Enterprise) tách khỏi Lực lượng Đặc nhiệm 17 (quanh chiếc Yorktown); TF 8 hướng đến quần đảo Marshall trong khi TF 17 tiến về quần đảo Gilbert để cùng tham gia vào một trong những chiến dịch tấn công đầu tiên của lực lượng Mỹ trong cuộc chiến, các trận không kích Marshall-Gilbert.
Lúc 05 giờ 17 phút, chiếc Yorktown – được bảo vệ bởi tàu tuần dương hạng nặng Louisville (CA-28) và tàu tuần dương hạng nhẹ St. Louis (CL-49) cùng bốn tàu khu trục – đã tung ra 11 chiếc máy bay ném ngư lôi Douglas TBD-1 Devastator và 17 máy bay ném bom bổ nhào Douglas SBD-3 Dauntless dưới sự chỉ huy của Trung tá Curtis W. Smiley. Những máy bay này đã tấn công các cơ sở và tàu bè Nhật mà họ thấy được tại Jaluit, nhưng các cơn giông nặng nề đã cản trở việc thực hiện phi vụ, và đã có bảy máy bay bị mất. Các máy bay khác của chiếc Yorktown đã tấn công các căn cứ và tàu bè Nhật tại các đảo san hô Makin và Mili.
Cuộc tấn công trên quần đảo Gilbert thực hiện bởi Lực lượng Đặc nhiệm 17 rõ ràng là một bất ngờ hoàn toàn vì lực lượng Mỹ không gặp phải bất kỳ chiếc tàu đối phương nào. Một chiếc thủy phi cơ tuần tra Kawanishi H6K "Mavis" bốn động cơ dự định tấn công các tàu khu trục Mỹ đang được bố trí phía sau trong hy vọng vớt được đội bay những chiếc bị rơi lại trong phi vụ tấn công Jaluit. Hỏa lực phòng không từ những tàu khu trục đã đánh đuổi kẻ xâm nhập trước khi nó có thể gây ra được thiệt hại gì.
Sau đó, một chiếc "Mavis" khác hoặc có thể là chính nó, ló ra khỏi các đám mây thấp ở khoảng cách 13.700 m (15.000 yd) từ chiếc Yorktown. Chiếc tàu sân bay đã giữ lại không sử dụng hỏa lực pháo phòng không để không nhiễu loạn với những chiếc máy bay tiêm kích tuần tra chiến đấu trên không (CAP). Trong khi đó chiếc "Mavis", bị săn đuổi bởi hai chiếc F4F Wildcat, đã biến mất trong một đám mây. Trong vòng năm phút, chiếc máy bay tuần tra đối phương ló ra khỏi mây và rơi xuống nước.
Mặc dù Lực lượng Đặc nhiệm 17 được cử ra thực hiện một cuộc tấn công thứ hai vào Jaluit, kế hoạch bị hủy bỏ do mưa giông nặng và trời đã tối. Do đó, lực lượng đặc nhiệm của Yorktown rút lui khỏi khu vực này.
Đô đốc Chester Nimitz sau này đã cho rằng cuộc không kích Marshall-Gilbert "có ý tưởng tốt, vạch kế hoạch tốt, và thực hiện một cách xuất sắc." Kết quả đạt được bởi các lực lượng đặc nhiệm 8 và 17 là đáng kể, Nimitz tiếp tục nêu lên trong báo cáo của ông sau đó, vì các lực lượng đặc nhiệm bị buộc phải thực hiện các cuộc tấn công một cách dò dẫm do thiếu các thông tin tình báo trên các hòn đảo bị Nhật Bản chiếm đóng.
Yorktown sau đó quay về Trân Châu Cảng để được tiếp liệu trước khi trở ra khơi vào ngày 14 tháng 2, hướng về phía biển Coral. Vào ngày 6 tháng 3, nó gặp gỡ Lực lượng Đặc nhiệm 11 - được hình thành chung quanh chiếc Lexington và dưới sự chỉ huy của Chuẩn Đô đốc Wilson Brown - và hướng về phía Rabaul và Gasmata để tấn công các tàu Nhật ở đây trong một nỗ lực nhằm ngăn chặn sự xâm lấn của Nhật cũng như yểm trợ việc đổ bộ quân Đồng Minh xuống Nouméa, Tân Caledonia. Tuy nhiên, khi hai chiếc tàu sân bay - được bao bọc bởi một lực lượng hùng hậu gồm tám tàu tuần dương hạng nặng kể cả chiếc tàu Australia HMAS Australia và 14 tàu khu trục - di chuyển về hướng New Guinea, quân Nhật tiếp tục hướng về phía Australia bằng một cuộc đổ bộ vào ngày 7 tháng 3 tại vịnh Huon, trong khu vực Salamaua-Lae tận cùng phía Đông New Guinea.
Tin tức về chiến dịch của quân Nhật đã buộc Đô đốc Brown phải thay đổi mục tiêu của Lực lượng Đặc nhiệm 11 từ Rabaul sang khu vực Salamaua-Lae. Sáng ngày 10 tháng 3 năm 1942, các tàu sân bay Mỹ đã tung những chiếc máy bay của nó từ vịnh Papua. Các phi đội của chiếc Lexington cất cánh lúc 07 giờ 49 phút, và 21 phút sau đó Yorktown nối tiếp theo sau. Trong khi việc lựa chọn vịnh này làm điểm xuất phát cuộc tấn công có nghĩa là những chiếc máy bay phải bay một quãng đường 200 km (125 dặm) vượt qua dãy núi Owen Stanley - một tầm bay vượt quá các điều kiện bay tốt nhất, cách tiếp cận này đem đến sự an toàn cho lực lượng đặc nhiệm và đảm bảo sự bất ngờ.
Trong cuộc tấn công sau đó, những chiếc SBD của Lexington thuộc Phi đội Tuần tiễu 2 (VS-2) thực hiện ném bom bổ nhào các tàu Nhật tại Lae lúc 09 giờ 22 phút. Các phi đội máy bay phóng ngư lôi và máy bay ném bom (VT-2 và VB-2) tấn công các tàu bè tại Salamaua vào lúc 09 giờ 38 phút. Các máy bay tiêm kích của nó (VF-2) chia làm hai tốp tấn công bốn máy bay: một nhóm bắn phá Lae còn nhóm kia nhắm vào Salamaua. Những chiếc máy bay của Yorktown tiếp nối theo sau những chiếc thuộc "Lady Lex" (tên lóng của Lexington). Các phi đội VB-5 và VT-5 tấn công các tàu Nhật trong khu vực Salamaua vào lúc 09 giờ 50 phút, trong khi phi đội VS-5 nhắm vào các lực lượng phối thuộc thả neo gần bờ ở Lae. Những chiếc máy bay tiêm kích của phi đội VF-42 bay tuần tra chiến đấu trên không bên trên Salamaua cho đến khi họ xác định không có lực lượng đối đầu trên không, rồi bắn phá các mục tiêu trên mặt đất và các thuyền nhỏ trong cảng.
Sau khi thực hiện các nhiệm vụ, các máy bay Mỹ quay trở lại tàu sân bay, và 103 máy bay trong tổng số 104 chiếc được tung ra đã quay về an toàn vào trưa hôm đó. Một chiếc SBD-2 bị bắn rơi bởi hỏa lực pháo phòng không Nhật Bản. Cuộc không kích vào Salamaua và Lae là cuộc tấn công đầu tiên của nhiều phi công trên cả hai chiếc tàu sân bay; và trong khi kết quả về độ chính xác của những trái ngư lôi và bom còn thấp so với mức đạt được trong các hoạt động sau này, chiến dịch này cung cấp cho các phi công các kinh nghiệm vô giá, cho phép họ hoạt động rất tốt trong các trận biển Coral và Midway sau này.

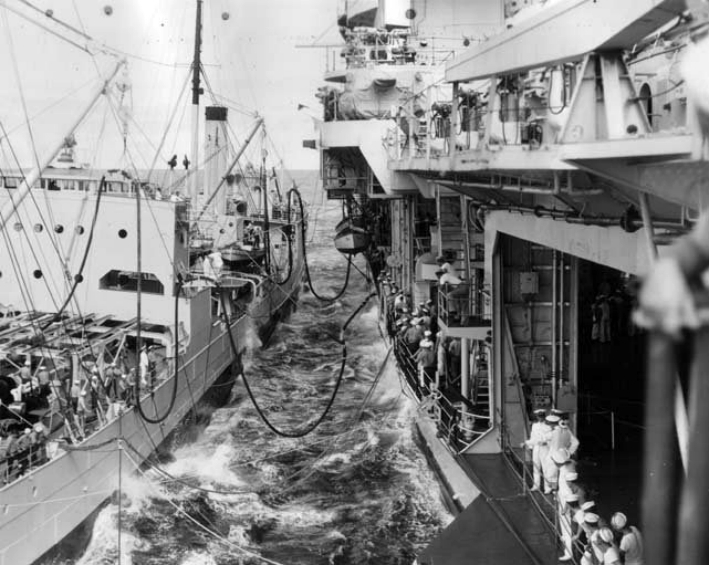
Yorktown được đang tiếp nhiên liệu từ chiếc tàu tiếp dầu tại khu vực Trung tâm Thái Bình Dương, tháng 7 năm 1940.

Lực lượng Đặc Nhiệm 11 rút lui với vận tốc 20 knot (23 mph, 37 km/h) hướng về phía Đông Nam cho đến khi trời tối, khi các chiếc tàu chuyển hướng sang phía Đông với vận tốc 15 knot (17 mph, 28 km/h) và gặp gỡ Đội Đặc nhiệm 11.7, bao gồm bốn tàu tuần dương hạng nặng và bốn tàu khu trục dưới quyền chỉ huy của Chuẩn Đô đốc Australia John Crace, nhằm hộ tống các tàu sân bay trên đường đến New Guinea.
Yorktown tiếp tục tuần tra trên khu vực biển Coral, ở ngoài khơi cho đến tận tháng 4, bên ngoài tầm của những chiếc máy bay Nhật đặt căn cứ trên đất liền và sẵn sàng thực hiện các hoạt động tấn công mỗi khi có cơ hội. Sau trận không kích Lae-Salamaua, tình hình tại khu vực Nam Thái Bình Dương xem ra tạm thời ổn định, và Yorktown cùng những tàu phối thuộc của Lực lượng Đặc Nhiệm 17 quay về cảng Tongatapu trong quần đảo Tonga vốn còn đang xây dựng để thực hiện các bảo trì cần thiết, vì nó đã ở ngoài khơi liên tục kể từ khi rời khỏi Trân Châu Cảng vào ngày 14 tháng 2.
Tuy nhiên, đối phương không lâu sau lại bắt đầu hành động. Theo Đô đốc Nimitz, dường như đã có "những dấu hiệu rõ ràng cho thấy quân Nhật dự định tấn công bằng đường biển vào cảng Moresby trong tuần lễ thứ nhất của tháng 5". Do vậy Yorktown được lệnh rời khỏi Tongatapu vào ngày 27 tháng 4 năm 1942, một lần nữa hướng về biển Coral. Lực lượng Đặc nhiệm 11, giờ đây dưới sự chỉ huy của Chuẩn Đô đốc Aubrey W. Fitch, người thay thế Brown trên chiếc Lexington, rời Trân Châu Cảng để gia nhập Lực lượng Đặc nhiệm 17 của Đô đốc Fletcher và tiến đến gần vị trí của nhóm Yorktown, về phía Tây Nam quần đảo New Hebrides vào ngày 1 tháng 5.

#### Trận chiến biển Coral
Lúc 15 giờ 17 phút ngày hôm sau, hai chiếc Dauntless thuộc phi đội VS-5 nhìn thấy một tàu ngầm Nhật chạy trên mặt nước. Ba chiếc Devastator cất cánh từ Yorktown nhanh chóng bay đến nơi và thực hiện cuộc tấn công nhưng chỉ đuổi được chiếc tàu ngầm lặn sâu xuống.
Sáng ngày 3 tháng 5, các lực lượng đặc nhiệm 11 và 17 ở cách nhau 160 km (100 dặm) thực hiện việc tiếp nhiên liệu. Lúc nữa đêm, Đô đốc Fletcher nhận được tin từ các máy bay đặt căn cứ tại Australia rằng các tàu vận tải Nhật đã đổ quân và thiết bị lên Tulagi thuộc quần đảo Solomon. Đến nơi không lâu sau khi người Australia rút lui khỏi nơi này, quân Nhật khởi sự xây dựng một căn cứ thủy phi cơ để hỗ trợ các đòn tấn công về phía Nam.
Yorktown tiến lên phía Bắc với vận tốc 27 knot (31 mph, 50 km/h). Vào lúc bình minh ngày 4 tháng 5, nó đến tầm tấn công các căn cứ đầu cầu của Nhật vừa mới được xây dựng và tung ra đợt không kích đầu tiên vào lúc 07 giờ 01 phút, gồm 18 chiếc Wildcat F4F-3 thuộc Phi đội VF-42, 12 chiếc TBD thuộc VT-5 và 28 chiếc SBD của VS và BY-5. Lực lượng không quân của chiếc Yorktown đã thực hiện ba cuộc tấn công liên tiếp lên các tàu bè đối phương và các cơ sở trên bờ tại Tulagi và Gavutu trên bờ biển phía Nam của đảo Florida thuộc quần đảo Solomon. Với 22 quả ngư lôi và 76 quả bom 454 kg (1.000 lb) trong ba đợt tấn công, các máy bay của Yorktown đã đánh chìm tàu khu trục Kikuzuki, ba tàu quét mìn và bốn xà lan. Thêm vào đó, Liên đội 5 còn bắn rơi năm thủy phi cơ đối phương, với thiệt hại là hai chiếc F4F (các phi công được cứu thoát) và một chiếc TBD (đội bay bị tổn thất).
Cùng ngày hôm đó, Lực lượng Đặc nhiệm 44, một nhóm tàu tuần dương và tàu khu trục dưới quyền chỉ huy của Chuẩn Đô đốc Anh Crace, gia nhập Lực lượng Đặc nhiệm 11 của chiếc Lexington, hoàn tất việc sáp nhập một lực lượng Đồng Minh hỗn hợp trước Trận chiến biển Coral quyết định.
Ở một nơi nào đó về phía Bắc, mười một tàu vận tải đổ bộ được hộ tống bởi các tàu khu trục và được hỗ trợ bởi tàu sân bay hạng nhẹ Shōhō, bốn tàu tuần dương hạng nặng và một tàu khu trục, đang hướng tới cảng Moresby. Thêm vào đó, một lực lượng đặc nhiệm Nhật Bản khác - xây dựng chung quanh hai cựu binh của trận Trân Châu Cảng là các tàu sân bay Shōkaku và Zuikaku, và được hộ tống bởi hai tàu tuần dương hạng nặng và sáu tàu khu trục, cung cấp sự hỗ trợ từ xa trên không.
Sáng ngày 6 tháng 5, Đô đốc Fletcher tập hợp mọi lực lượng Đồng Minh dưới quyền chỉ huy chiến thuật của ông thành Lực lượng Đặc nhiệm 17. Sáng sớm ngày 7, ông tách Đô đốc Crace cùng các tàu tuần dương và tàu khu trục dưới quyền hướng đến quần đảo Louisiade để đánh chặn mọi lực lượng đối phương dự định hướng đến cảng Moresby.
Trong khi Fletcher di chuyển lực lượng của ông với hai tàu sân bay lên phía Bắc và tung lực lượng tìm kiếm đối phương, các máy bay trinh sát Nhật đã phát hiện chiếc tàu chở dầu Neosho (AO-23) và chiếc tàu khu trục Sims (DD-409) theo hộ tống, và nhận định nhầm như là một tàu sân bay và một tàu tuần dương. Hai đợt máy bay Nhật, trước tiên là những chiếc máy bay ném bom bay cao rồi đến các máy bay ném bom bổ nhào, đã tấn công hai contàu này. Chiếc Sims, do hệ thống pháo phòng không bị hỏng, bị đánh trúng ba quả và chìm nhanh chóng với tổn thất nhân mạng nặng nề. Chiếc Neosho may mắn hơn, cho dù bị đánh trúng trực tiếp bảy quả cùng tám quả suýt trúng đích, vẫn còn nổi được đến tận ngày 11, khi những người còn sống sót được tàu khu trục Henley (DD-391) cứu thoát, và Neosho được Henley cho đánh chìm.
Neosho và Sims đã thực hiện một nghĩa vụ đáng giá là thu hút các máy bay có thể đã đánh trúng các tàu sân bay của Fletcher. Trong khi đó, máy bay của Yorktown và Lexington đã tìm thấy Shōhō và đánh chìm nó. Một phi công của Lexington trong phấn khích đã báo cáo chiến thắng này bằng một thông điệp vô tuyến nổi tiếng "Xóa sổ một tàu sân bay" (Scratch one flattop).
Chiều hôm đó, Shōkaku và Zuikaku, vốn chưa được lực lượng của Đô đốc Fletcher tìm thấy, đã tung ra 27 chiếc máy bay ném bom và máy bay phóng ngư lôi để tìm kiếm các tàu Mỹ. Những chuyến bay này tỏ ra êm ả cho đến khi chúng chạm trán cùng các máy bay tiêm kích của Yorktown và Lexington, và bị bắn rơi chín chiếc trong cuộc không chiến diễn ra sau đó.
Lúc trời chập tối, ba chiếc máy bay Nhật nhận nhầm chiếc Yorktown là tàu sân bay của mình và dự định hạ cánh. Các khẩu súng trên tàu đã đuổi chúng đi; và các máy bay đối phương đã bay lướt qua mũi chiếc Yorktown trước khi chuyển hướng mất dạng. Hai mươi phút sau, khi có thêm ba máy bay đối phương lại tìm cách hạ cánh trên chiếc Yorktown, các xạ thủ súng lần này đã bắn trúng một trong ba chiếc.
Tuy nhiên, trận chiến còn lâu mới kết thúc. Sáng hôm sau 8 tháng 5, một máy bay trinh sát của chiếc Lexington tìm thấy lực lượng tàu sân bay tấn công của Phó đô đốc Takagi Takeo bao gồm chiếc Zuikaku và chiếc Shōkaku. Máy bay của Yorktown ném trúng hai quả bom trên chiếc Shōkaku, làm hỏng sàn đáp khiến nó không thể phóng hay thu hồi máy bay; thêm vào đó, các quả bom đã gây ra các vụ nổ các thùng chứa xăng và phá hủy một xưởng sửa chữa động cơ. Những chiếc Dauntless của Lexington đánh trúng thêm một phát nữa. Các đòn tấn công của hai tàu sân bay Mỹ đã khiến 108 thủy thủ Nhật thiệt mạng và làm bị thương 40 người khác.
Trong khi các máy bay Mỹ đang bậm bịu với các tàu sân bay Nhật, Yorktown và Lexington được báo động do một tin điện bắt được cho thấy vị trí của họ đã bị quân Nhật biết rõ, bắt đầu chuẩn bị để chống lại một cuộc tấn công trả đũa, vốn diễn ra không lâu sau lúc 11 giờ.
Những chiếc máy bay Wildcat tuần tra chiến đấu trên không đã bắn rơi 17 máy bay đối phương, nhưng một số đã tìm cách vượt qua được hàng phòng thủ. Những chiếc "Kate" phóng ra những quả ngư lôi cả hai bên sườn chiếc Lexington, trong đó hai quả đã đánh trúng mạn trái của "Lady Lex"; những chiếc máy bay ném bom bổ nhào "Val" bồi thêm những hư hỏng với ba quả bom ném trúng đích. Lexington bắt đầu bị nghiêng với ba ngăn hầm máy bị ngập một phần, nhiều đám cháy phát sinh ở các sàn bên dưới và các thang nâng máy bay không hoạt động.
Trong lúc đó Yorktown cũng gặp phải những vấn đề của chính nó. Hạm trưởng Elliott đã điều khiển cơ động chiếc tàu sân bay lẩn tránh được tám ngư lôi. Bị tấn công sau đó bởi những chiếc "Vals", chiếc tàu đã tìm cách né tránh được tất cả ngoại trừ một quả bom. Quả bom duy nhất này lại xuyên thủng sàn đáp và phát nổ ở các sàn bên dưới, làm thiệt mạng hay bị thương nặng 66 người.
Các đội cứu hộ trên chiếc Lexington đã kiểm soát được các đám cháy, và chiếc tàu có thể tiếp tục các hoạt động không lực cho dù bị hư hại. Bản thân trận chiến trên không kết thúc vào giữa trưa ngày 5; trong vòng một giờ, chiếc tàu sân bay đã lấy lại được thăng bằng, cho dù hơi bị thấp về phía mũi. Tuy nhiên, một vụ nổ gây ra do hơi xăng đã làm phát sinh thêm một đám cháy và phá hỏng mọi thứ bên trong tàu. Lexington bị bỏ lại lúc 17 giờ 07 phút, và sau đó bị đánh chìm bởi chiếc tàu khu trục Phelps (DD-361).
Quân Nhật đã giành được một thắng lợi về phương diện chiến thuật, gây ra những thiệt hại tương đối lớn cho lực lượng Đồng Minh, nhưng với việc chặn đứng được đà xâm chiếm của quân Nhật ở khu vực Nam và Tây Nam Thái Bình Dương, phe Đồng Minh đã có được một chiến thắng về mặt chiến lược. Yorktown phải gánh chịu những hư hỏng đáng kể khiến các chuyên gia ước tính rằng phải mất ít nhất là ba tháng trong ụ tàu để có thể đưa nó trở lại tình trạng hoàn toàn sẵn sàng chiến đấu. Tuy nhiên, không có đủ thời gian để sửa chữa nó, bởi vì theo tin tức tình báo Đồng Minh - chủ yếu là đơn vị giải mã tại Trân Châu Cảng - đã thu thập đủ thông tin từ các bức điện giải mã được của Hải quân Nhật để dự đoán rằng Nhật đang tích cực chuẩn bị cho một chiến dịch quan trọng nhắm vào đỉnh cực Tây Bắc của chuỗi quần đảo Hawaii - hai hòn đảo nhỏ trong một vũng biển san hô được biết đến dưới tên gọi là Midway.

#### Trận Midway

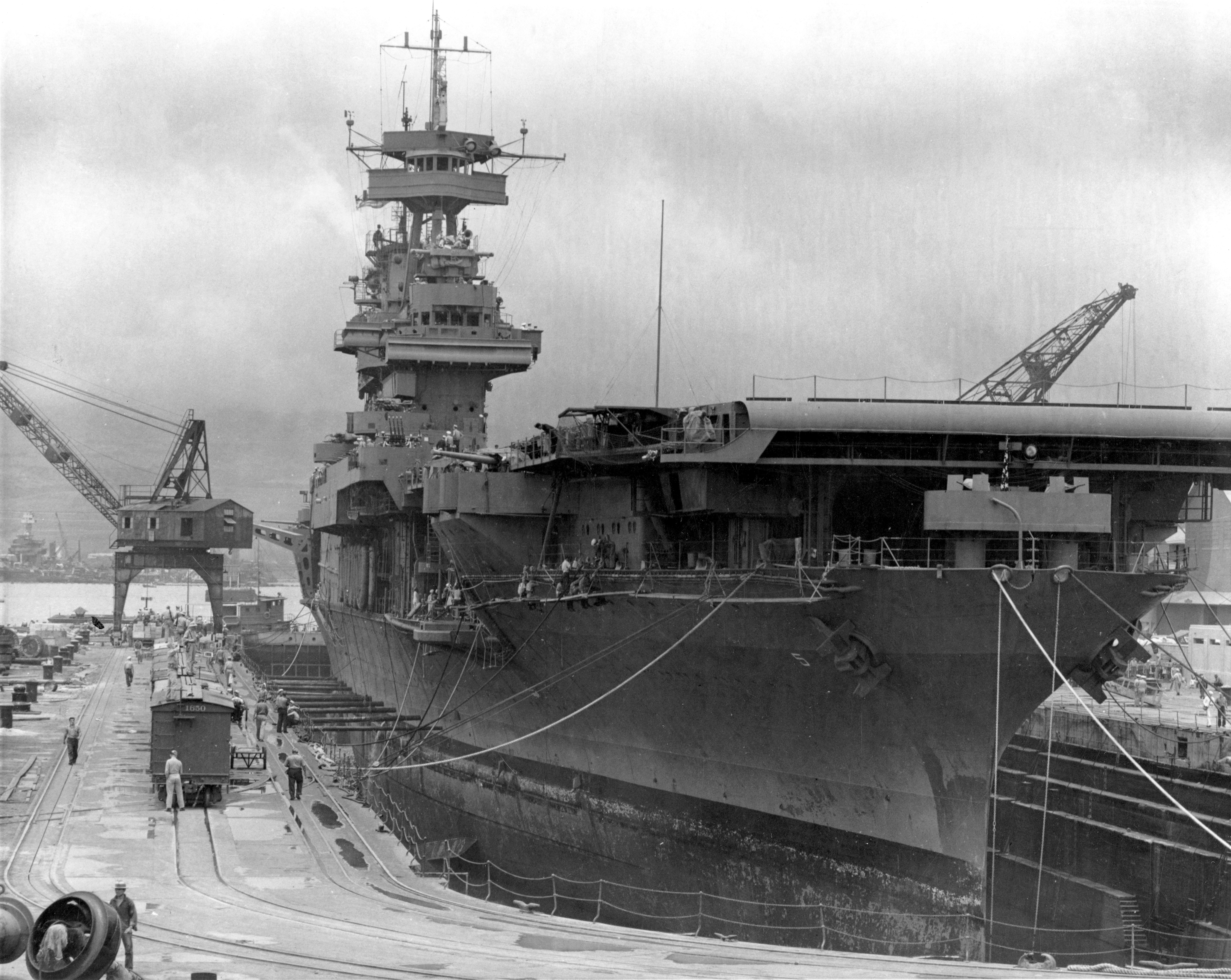
Yorktown trong ụ tàu không lâu trước Trận Midway.

Với các thông tin tình báo có được, Đô đốc Nimitz bắt đầu vạch kế hoạch phòng thủ Midway một cách có hệ thống, tăng cường mọi lực lượng có thể huy động được bao gồm nhân lực, máy bay và pháo đến Midway. Thêm vào đó, ông cũng tập trung lực lượng hải quân dưới quyền để đối đầu cùng đối phương trên biển. Trong sự chuẩn bị đó, ông triệu hồi Lực lượng Đặc nhiệm 16 bao gồm Enterprise và Hornet quay về Trân Châu Cảng để được bổ sung tiếp liệu gấp.
Yorktown cũng nhận được lệnh quay về Hawaii; và nó về đến Trân Châu Cảng ngày 27 tháng 5. Thực hiện một công việc gần như là kỳ diệu, công nhân của xưởng tàu đã làm việc suốt ngày đêm để thực hiện các sửa chữa, đủ cho phép chiếc tàu sân bay có thể tiếp tục ra khơi. Lực lượng không quân của nó, đa số là có kinh nghiệm nhưng đã bị kiệt sức, được bổ sung bằng máy bay và phi công của chiếc Saratoga (CV-3) lúc đó còn đang hướng về vùng biển Hawaii sau khi được hiện đại hóa ở vùng bờ Tây. Sẵn sàng để tham chiến, chiếc Yorktown khởi hành như là nòng cốt của Lực lượng Đặc nhiệm 17 vào ngày 30 tháng 5.
Về phía Đông Bắc Midway, Yorktown, treo cờ hiệu của Chuẩn Đô đốc Fletcher, gặp gỡ Lực lượng Đặc nhiệm 16 dưới quyền chỉ huy của Chuẩn Đô đốc Raymond A. Spruance và duy trì một khoảng cách 16 km (10 dặm) về phía Bắc. Các chuyến bay tuần tra xuất phát từ cả Midway lẫn các tàu sân bay được thực hiện đều đặn trong những ngày đầu tháng 6. Sáng sớm ngày 4 tháng 6 khi hừng đông vừa ló dạng, Yorktown tung ra một nhóm mười chiếc Dauntless thuộc phi đội VB-5 tìm kiếm trong một vùng bán kính 160 km (100 dặm) về phía Bắc nhưng không tìm thấy được gì.
Trong khi đó, những chiếc Consolidated PBY Catalina cất cánh từ Midway đã nhìn thấy lực lượng Nhật Bản đang tiến đến gần và chuyển tiếp lệnh báo động đến các lực lượng Hoa Kỳ đang phòng thủ hòn đảo san hô chiến lược. Đô đốc Fletcher, người nắm quyền chỉ huy chiến thuật, ra lệnh cho Lực lượng Đặc nhiệm 16 của Đô đốc Spruance truy tìm lực lượng tàu sân bay đối phương và tấn công chúng ngay khi tìm thấy.
Nhóm trinh sát của chiếc Yorktown quay trở về vào lúc 8 giờ 30 phút, hạ cánh không lâu sau khi một nhóm sáu chiếc CAP vừa cất cánh. Khi chiếc Dauntless cuối cùng được thu hồi, sàn đáp được gấp rút tái bố trí để chuẩn bị tung ra nhóm tấn công: 17 chiếc Dauntless thuộc Phi đội VB-3; 12 chiếc Devastator thuộc Phi đội VT-3, và sáu chiếc Wildcat thuộc Phi đội VF-3. Trong khi đó, Enterprise và Hornet cũng tung ra các nhóm tấn công của họ.
Những chiếc máy bay ném ngư lôi từ ba chiếc tàu sân bay Mỹ đã tìm thấy lực lượng tấn công Nhật Bản, nhưng chúng gặp phải thảm họa. Không được máy bay tiêm kích bay kèm theo hộ tống, hầu hết đã bị máy bay đối phương hay hỏa lực phòng không bắn rơi. Trong số 41 máy bay thuộc các phi đội VT-8, VT-6, và VT-3, chỉ có sáu chiếc quay trở về Enterprise và Yorktown, trong khi không có chiếc nào quay trở về Hornet.
Tuy nhiên, việc mất mát những chiếc máy bay ném ngư lôi cũng mang lại một kết quả. Những chiếc máy bay tiêm kích tuần tra trên không Nhật Bản đã rời bỏ vị trí bảo vệ các tàu sân bay trên tầm cao và tập trung vào những chiếc Devastator đang bay sát mặt biển. Bầu trời trên cao bị bỏ ngỏ cho những chiếc Dauntless đến từ những chiếc Yorktown và Enterprise.
Hầu như không bị ngăn trở, các máy bay ném bom bổ nhào của chiếc Yorktown nhắm vào Sōryū, đánh trúng ba phát chí mạng bằng bom 450 kg (1.000 lb), biến nó thành một địa ngục. Trong lúc đó, máy bay của Enterprise đã đánh trúng Akagi và Kaga, biến chúng thành những xác tàu trong phút chốc. Bom ném ra từ những chiếc Dauntless trúng vào các tàu sân bay Nhật khi chúng đang trong quá trình tiếp nhiên liệu và tiếp bom đạn cho máy bay, và sự kết hợp của nổ bom và xăng là một thảm họa cho phía Nhật Bản.
Ba tàu sân bay Nhật đã bị mất. Tuy vậy, chiếc thứ tư là Hiryū vẫn còn đang tự do. Tách biệt khỏi những chiếc tàu sân bay kia, nó tung ra một lực lượng tấn công bao gồm 18 chiếc "Vals" và nhanh chóng tìm thấy Yorktown.

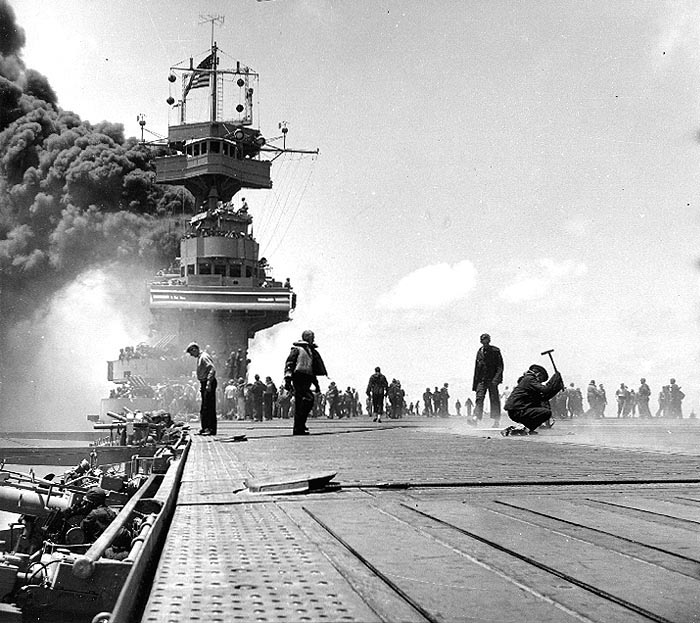
Khói tuôn ra từ chiếc Yorktown sau khi bị các máy bay ném bom bổ nhào Nhật đánh trúng nồi hơi trong trận Midway.

Ngay khi những kẻ tấn công được nhận diện trên màn hình radar của chiếc Yorktown vào khoảng 13 giờ 29 phút, nó ngưng việc tiếp nhiên liệu cho những chiếc máy bay tiêm kích tuần tra trên không trên sàn đáp và nhanh chóng chuẩn bị hành động. Những chiếc máy bay ném bom bổ nhào quay trở về được lệnh tránh xa tạo khoảng trống cho hỏa lực phòng không. Những chiếc Dauntless được lệnh bay trên tầm cao nhằm tạo ra một hàng rào tuần tra trên không. Một thùng xăng phụ trữ lượng 800 gallon cũng được đẩy bỏ qua đuôi tàu nhằm hạn chế nguy cơ cháy. Thủy thủ đoàn tháo rỗng các ống dẫn nhiên liệu, đóng chặt và cố định tất cả các ngăn.
Tất cả những chiếc máy bay tiêm kích của Yorktown đều được tung ra để đánh chặn những chiếc máy bay Nhật Bản đang tiến đến gần, và đã chạm trán với nhau ở khoảng cách 24 đến 32 km (15 - 20 dặm). Những chiếc Wildcat đã tấn công một cách quyết liệt, phá vỡ một cuộc tấn công xem ra được tổ chức khá chặt chẽ với khoảng 18 chiếc máy bay ném bom bổ nhào "Val" và 18 chiếc máy bay tiêm kích "Zero". "Máy bay bay tán loạn ở khắp mọi hướng", hạm trưởng Buckmaster sau này ghi lại "và nhiều chiếc bị bốc cháy". Người chỉ huy của tốp "Val", Trung úy Joichi Tomonaga, có thể đã bị bắn rơi bởi chỉ huy phi đội VF-3, Đại úy John S. Thach.
Cho dù đã có một hàng phòng thủ ngăn chặn mạnh mẽ và sự cơ động lẩn tránh, vẫn có ba chiếc "Val" ném bom trúng đích. Hai chiếc trong số đó bị bắn rơi không lâu sau khi cắt bom; còn chiếc thứ ba bị mất điều khiển ngay sau khi quả bom rời khỏi đế. Nó bay loạng choạng và đâm trúng ngay phía sau thang nâng số hai, nổ tung khi chạm tạo ra một lỗ hổng khoảng ba mét vuông trên sàn đáp. Các mảnh bom nổ tung đã giết hại hai khẩu đội pháo 1,1 inch phía sau đảo cấu trúc thượng tầng và trên sàn đáp bên dưới. Các mảnh bom xuyên thủng sàn đáp trúng phải ba chiếc máy bay đang đậu trong sàn chứa, gây ra các đám cháy. Một trong những chiếc máy bay này, một chiếc Dauntless, đã nạp đầy xăng và mang một quả bom 450 kg (1.000 lb). Các phản ứng tức thời của Trung úy A. C. Emerson, sĩ quan chỉ huy sàn chứa, đã ngăn chặn được một đám cháy nghiêm trọng có thể xảy ra bằng cách kích hoạt hệ thống vòi phun chữa cháy và nhanh chóng dập tắt đám cháy.
Quả bom thứ hai ném trúng chiếc tàu từ mạn trái, xuyên thủng sàn đáp, và nổ tung ở phần bên dưới các ống khói. Nó phá vỡ ống lấy hơi của ba nồi hơi, làm ngưng hoạt động hai nồi hơi, và làm dập tắt năm nồi hơi. Khói và hơi gas bắt đầu tràn ngập các lò đốt của sáu nồi hơi. Tuy nhiên, thủy thủ đoàn của nồi hơi số một vẫn tiếp tục ở lại vị trí của họ bất chấp sự nguy hiểm và sự khó chịu để tiếp tục đốt lò, giữ cho có đủ áp lực hơi nước để vận hành hệ thống hơi nước phụ trợ.
Quả bom thứ ba ném trúng chiếc tàu từ mạn phải, xuyên thủng cạnh của thang nâng thứ nhất và nổ tung ở hầm thứ tư, gây ra một đám cháy dai dẳng trong hầm chứa ngay sát cạnh kho chứa xăng và đạn phía trước. Hành động cảnh giác trước đây, tháo rỗng hệ thống xăng và thay bằng khí carbonic, không nghi ngờ gì đã giúp cho xăng không bị bắt cháy.
Trong khi con tàu đang phục hồi các hư hỏng gây ra bởi đợt tấn công của máy bay ném bom bổ nhào, vận tốc của nó giảm còn sáu knot; và đến 14 giờ 40 phút, khoảng 20 phút sau khi quả bom ném trúng làm tắt hầu hết các nồi hơi, Yorktown đứng chết một chỗ trên mặt nước.
Khoảng 15 giờ 40 phút, Yorktown chuẩn bị để tiếp tục di chuyển; và đến 15 giờ 50 phút, phòng máy báo cáo rằng họ sẵn sàng để có thể đạt được tốc độ 36 km/h (20 knot) hoặc nhanh hơn. Chiếc tàu chưa hẳn đã bị loại khỏi vòng chiến.
Đồng thời lúc đó, việc chữa cháy đã có hiệu quả đủ đảm bảo cho việc tiếp nhiên liệu trở nên an toàn, Yorktown bắt đầu tiếp nhiên liệu cho những chiếc máy bay tiêm kích đang trên sàn đáp; thì màn hình radar của con tàu lại bắt được tín hiệu của một tốp máy bay đang tiến đến gần ở khoảng cách 53 km (33 dặm). Trong khi con tàu lại chuẩn bị chiến đấu, tháo rỗng các hệ thống xăng và ngừng việc tiếp nhiên liệu cho những chiếc máy bay trên sàn đáp, nó phóng đi bốn trong số sáu chiếc máy bay tiêm kích tuần tra trên không (CAP) để đánh chặn các kẻ tấn công. Trong số mười chiếc máy bay tiêm kích trên tàu, tám chiếc chỉ có được khoảng 23 gallon nhiên liệu trong thùng chứa. Chúng được tung ra trong khi cặp máy bay tiêm kích CAP còn lại hướng ra đánh chặn những chiếc máy bay Nhật.

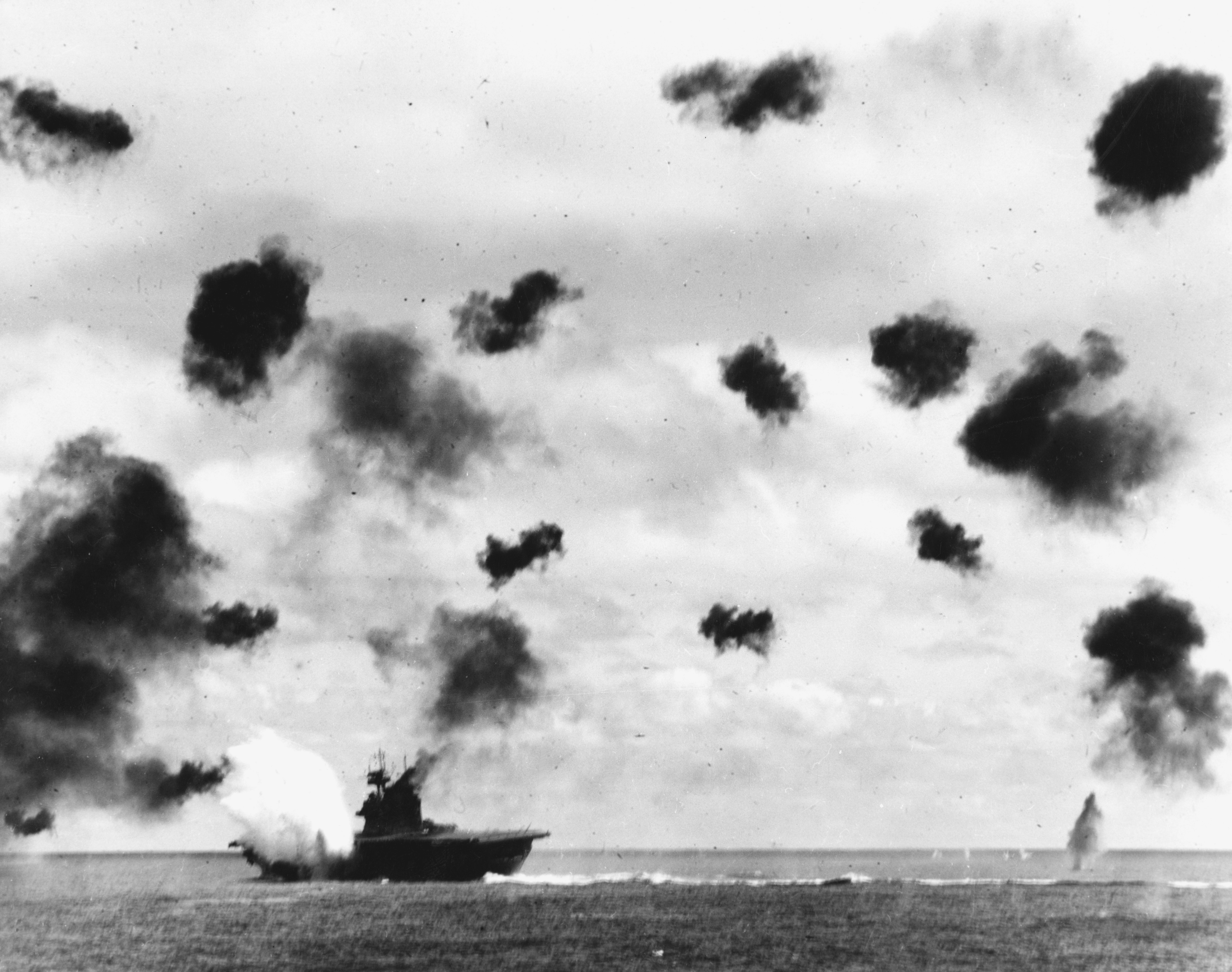
Yorktown bị đánh trúng mạn trái phần giữa tàu bởi một quả ngư lôi Kiểu 91 ném bởi máy bay từ tàu sân bay Hiryū.

Lúc 16 giờ, Yorktown di chuyển với tốc độ 36 km/h (20 knot), trong lúc những chiếc máy bay tiêm kích được tung ra để đánh chặn đã bắt đầu tiếp xúc với đối phương. Yorktown nhận được báo cáo những kẻ tấn công lần này là những chiếc máy bay ném ngư lôi "Kate". Những chiếc Wildcat đã bắn hạ được ít nhất ba chiếc, nhưng số còn lại tiếp tục tiến đến gần trong khi con tàu sân bay và các tàu hộ tống dựng lên một màn hỏa lực phòng không dày đặc.
Yorktown cơ động để lẩn tránh, né được ít nhất hai quả ngư lôi cho đến khi hai quả khác đâm trúng mạn trái tàu cách nhau ít phút, quả đầu tiên vào lúc 16 giờ 20. Chiếc tàu sân bay giờ đây bị tổn thương chí mạng; nó bị mất điện và đứng chết trên biển, bánh lái bị kẹt và nghiêng dần sang mạn trái.
Khi độ nghiêng tăng dần, Trung tá Hải quân C. E. Aldrich, sĩ quan kiểm soát hư hỏng, báo cáo từ trạm trung tâm rằng, vì không có điện, không thể thực hiện việc kiểm soát nước ngập. Sĩ quan phòng máy, Thiếu tá Hải quân J. F. Delaney, sau đó báo cáo rằng lửa đã được dập, nhưng mọi nguồn điện đều mất và không thể khắc phục độ nghiêng. Buckmaster đã ra lệnh cho Aldrich, Delaney, và người của họ đóng chặt các khoang, tập trung lên boong tàu và mặc áo phao.
Trong khi đó, con tàu tiếp tục nghiêng. Khi nó đạt đến 26o, Buckmaster và Aldrich nhất trí rằng khả năng lật úp có thể sắp xảy ra. "Để có thể cứu được thủy thủ đoàn càng nhiều càng tốt", hạm trưởng sau đó đã viết lại, ông "đã ra lệnh bỏ tàu". 
Trong vòng vài phút tiếp theo sau, thủy thủ đoàn đã hạ những người bị thương xuống các bè cứu sinh rồi hướng về các tàu tuần dương và tàu khu trục chung quanh để được vớt lên, rời bỏ con tàu một cách trật tự. Sau khi cho di tản tất cả những người bị thương, Trung tá I. D. Wiltsie, sĩ quan cao cấp (hạm phó), rời tàu bằng một sợi dây bên mạn phải. Trong khi đó, Buckmaster rảo quanh con tàu một lần cuối xem có còn ai. Sau khi thấy không còn ai sống sót ở lại, ông hạ xuống biển qua một sợi dây ở phía đuôi tàu, lúc này nước đã mấp mé cửa sàn chứa máy bay bên mạn trái.
Sau khi được chiếc tàu khu trục Hammann (DD-412) vớt lên, Buckmaster chuyển sang chiếc tàu tuần dương hạng nặng Astoria (CA-34) và báo cáo với Chuẩn Đô đốc Fletcher, vốn đã chuyển cờ hiệu của mình sang Astoria trước đó ngay sau đợt tấn công thứ nhất của các máy bay ném bom bổ nhào. Hai ông đồng ý thành lập một đội cứu hộ để tìm cách giải cứu con tàu, vì nó vẫn ngoan cường tiếp tục nổi cho dù bị nghiêng nặng và nguy cơ lật úp vẫn tồn tại.
Trong khi các nỗ lực nhằm giải cứu Yorktown được tiến hành từng bước, máy bay của nó vẫn tiếp tục hoạt động, hợp cùng những máy bay của tàu sân bay Enterprise tấn công chiếc tàu sân bay cuối cùng của Nhật, chiếc Hiryū, vào cuối buổi chiều hôm đó. Bị đánh trúng bốn phát trực tiếp, con tàu sân bay Nhật đã trở nên vô vọng. Nó bị thủy thủ đoàn bỏ rơi và trôi đi không kiểm soát được.
Yorktown, như sau này cho thấy, tiếp tục nổi suốt đêm. Hai thủy thủ vẫn còn sống sót ở lại trên tàu; một người đã cố gắng lôi kéo sự chú ý bằng cách bắn súng máy, và đã được chiếc tàu khu trục duy nhất ở gần đó Hughes nghe thấy. Chiếc tàu hộ tống đã vớt được họ, nhưng một trong hai người sau đó đã chết.
Trong khi đó, Buckmaster đã chọn 29 sĩ quan và 141 thủy thủ quay trở lại con tàu trong một cố gắng cứu lấy nó. Năm chiếc tàu khu trục tạo thành một màn chắn tàu ngầm trong khi toán cứu hộ leo lên con tàu vẫn còn đang bị nghiêng, đám cháy trong kho chứa vẫn còn âm ỉ vào buổi sáng ngày 6 tháng 6. Chiếc tàu kéo Vireo (AT-144), vốn được trưng dụng từ hãng Pearl and Hermes Reef, tiến đến gần vào lai kéo con tàu. Tuy vậy, công việc được tiến hành khá chậm chạp.
Nhóm sửa chữa chiếc Yorktown lên tàu với một kế hoạch được sắp đặt cẩn thận trước tiến hành bởi người của các bộ phận – kiểm soát hư hỏng, kỹ thuật súng ống, hoa tiêu, liên lạc, tiếp liệu và y tế. Để giúp đỡ tiến hành công việc, Trung tá Arnold E. True đã đưa chiếc tàu khu trục Hammann (DD-412) của ông chạy cặp bên mạn phải về phía sau, cung ứng bơm và năng lượng điện.
Đến giữa buổi chiều, xem ra canh bạc giải cứu con tàu đã có phần thắng. Công việc làm giảm bớt trọng lượng phần trên con tàu được tiến hành khả quan, một khẩu pháo 127 mm (5 inch) đã được thả xuống biển qua mạn tàu trong khi một khẩu thứ hai đang được tháo dỡ; máy bay được đẩy qua mạn tàu, các bơm nước hoạt động nhờ nguồn điện cung cấp bởi chiếc Hammann đã bơm ra được rất nhiều nước khỏi các khoang máy. Các nỗ lực của đội cứu hộ đã làm giảm bớt độ nghiêng của con tàu được khoảng hai độ.

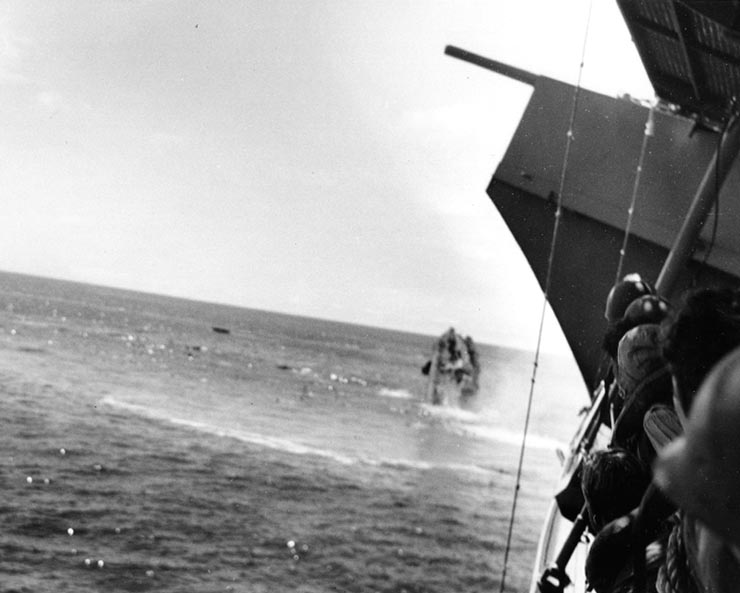
Tàu khu trục đang chìm với đuôi tàu nhô cao, sau khi trúng phải ngư lôi của tàu ngầm Nhật I-168.

Hoàn toàn không bị Yorktown và sáu chiếc tàu khu trục gần đó nhận biết, tàu ngầm Nhật Bản I-168 tiến đến một vị trí khai hỏa thuận lợi. Một điều đáng lưu ý là không có tàu khu trục nào nhìn thấy chiếc tàu ngầm đang đến gần, nhưng điều này có lẽ hiểu được do mặt nước biển chung quanh đầy dẫy mảnh vỡ và xác máy bay. Đến 15 giờ 36 phút, một trinh sát viên phát hiện được một loạt bốn quả ngư lôi đang hướng đến con tàu từ mạn phải.
Hammann tiến ra phía giữa, một khẩu đội súng máy 20 mm lập tức khai hỏa để tìm cách bắn nổ quả ngư lôi trên mặt nước. Một quả ngư lôi đánh trúng chiếc Hammann – chân vịt của nó đánh nước tung tóe dưới đuôi khi nó cố gắng né tránh. Chiếc tàu khu trục bị gẩy làm đôi và nhanh chóng chìm xuống nước. Hai quả ngư lôi đánh trúng chiếc Yorktown ngay bên dưới chỗ uốn của đáy tàu phía sau đảo cấu trúc thượng tầng. Quả ngư lôi thứ tư trượt qua ngay phía sau đuôi tàu.
Khoảng một phút sau khi chiếc Hammann bị chìm, một vụ nổ dữ dội xảy ra từ dưới nước, có thể là do những quả mìn sâu của con tàu khu trục bị rơi ra. Vụ nổ giết hại nhiều thành viên thủy thủ đoàn của chiếc Hammann và một số từ trên chiếc Yorktown bị ném xuống nước. Sự chấn động tiếp tục gây hao mòn cho thân chiếc tàu sân bay vốn đã bị hư hỏng, gây ra nhiều cú chấn động dữ dội làm rơi máy phát điện phụ trợ của chiếc Yorktown, nhiều vật dụng treo trên sàn chứa máy bay phía trên bị rơi xuống tầng hầm bên dưới, nhánh bên phải của cột buồm bị cắt đứt, và ném tung thủy thủ đoàn ra nhiều hướng khác nhau, gây nhiều trường hợp gảy xương và nhiều vết thương nhỏ.
Các tàu khu trục ngay lập tức truy lùng tàu ngầm đối phương (vốn đã chạy thoát) và tiến hành cứu vớt thủy thủ đoàn của chiếc Hammann và Yorktown. Đại tá Buckmaster quyết định cho ngưng lại mọi hoạt động cứu hộ cho đến ngày hôm sau. Vireo cắt dây kéo và quay trở lại chiếc Yorktown để vớt những người sống sót, cứu chữa những người bị thương. Con tàu nhỏ bé chịu đ̣ựng một tải trọng quá sức của nó nhưng vẫn kiên cường ở bên cạnh con tàu sân bay để thực hiện nghĩa vụ cứu hộ của nó. Sau đó, trên con tàu kéo, Buckmaster tiến hành mai táng trên biển cho hai sĩ quan và một thủy thủ của chiếc Hammann.
Nỗ lực thứ hai nhằm cứu con tàu không bao giờ thực hiện được. Suốt đêm 6 và rạng ngày 7 tháng 6, Yorktown vẫn còn ngoan cường nổi trên mặt nước. Tuy nhiên đến 05 giờ 30 phút ngày 7 tháng 6, người trên các con tàu lân cận thấy độ nghiêng của con tàu nhanh chóng gia tăng. Đến 07 giờ 01 phút, con tàu lật sang mạn trái và chìm ở độ sâu 5.500 m.

## Phần thưởng
Chiếc Yorktown (CV-5) đã nhận được ba ngôi sao chiến đấu do thành tích phục vụ trong Thế Chiến II, hai trong số đó là do phần tham gia đáng kể của nó trong việc ngăn chặn sự bành trướng của lực lượng Nhật Bản và làm đảo chiều diễn biến chiến tranh trong trận chiến biển Coral và tại Midway.
|  |                                         |  |
|  | Bronze star · Bronze star · Bronze star |  |

| Huân chương Phục vụ Phòng vệ Hoa Kỳ |                                                                         |                                      |
| Huân chương Chiến dịch Hoa Kỳ       | Huân chương Chiến dịch Châu Á-Thái Bình Dương với 3 Ngôi sao Chiến trận | Huân chương Chiến thắng Thế Chiến II |

## Tái phát hiện
Vào ngày 19 tháng 5 năm 1998, xác tàu đắm của chiếc Yorktown được tìm thấy và được chụp ảnh bởi nhà đại dương học nổi tiếng là Tiến sĩ Robert D. Ballard, người cũng đã tìm ra xác tàu đắm của chiếc RMS Titanic. Điều ngạc nhiên là xác tàu chìm sâu 4,8 km (3 dặm) bên dưới mặt nước lại gần như nguyên vẹn sau khi đã ở lại dưới đáy biển từ năm 1942; hầu hết nước sơn và các trang bị vẫn còn nhìn thấy được.